# Línea 15 de TMB
La línea 15 fue una línea regular de autobús urbano de la ciudad de Barcelona gestionada por la empresa TMB, sustituida el 18 de noviembre de 2013 por la línea H8 de la Red Ortogonal de Autobuses de Barcelona. Realizaba su recorrido entre el Hospital de San Pablo y Collblanc, con una frecuencia, en hora punta, de 6-10 min.

## Horarios
| 15         | Primer servicio A: Collblanc | Primer servicio A: Hosp. San Pablo | Último servicio A: Collblanc | Último servicio A: Hosp. San Pablo |
| Laborables | 05:25                        | 05:05                              | 23:30                        | 23:25                              |
| Sábados    | 05:25                        | 05:05                              | 23:30                        | 23:25                              |
| Festivos   | 08:00                        | 07:30                              | 23:00                        | 22:30                              |

## Recorrido
- De Collblanc a Hosp. San Pablo por: Cardenal Reig, Arístides Mallol, Av. Madrid, Cdt. Benítez, Trav. de las Cortes, Numancia, Berlín, Josep Tarradellas, Pl. Francesc Macià, Av. Diagonal, Pº de San Juan y Industria.

- De Hosp. San Pablo a Collblanc por: San Antonio María Claret, Pº de San Juan, Av. Diagonal, Pl. Francesc Macià, Josep Tarradellas, Av. Sarrià, Trav. de las Cortes y Ctra. de Collblanc.

## Otros datos
| Prestación                   | Disponibilidad en la línea |
| ---------------------------- | -------------------------- |
| Adaptada a                   | Sí                         |
| TMB iBus (tiempo de espera ) | Sí                         |
| Pantallas informativas       | Sí                         |
| Línea de tránsito rápido     | No                         |
| Circulaba en días festivos   | Sí                         |